# Liste bekannter Mitglieder der Burschenschaft Arminia auf dem Burgkeller

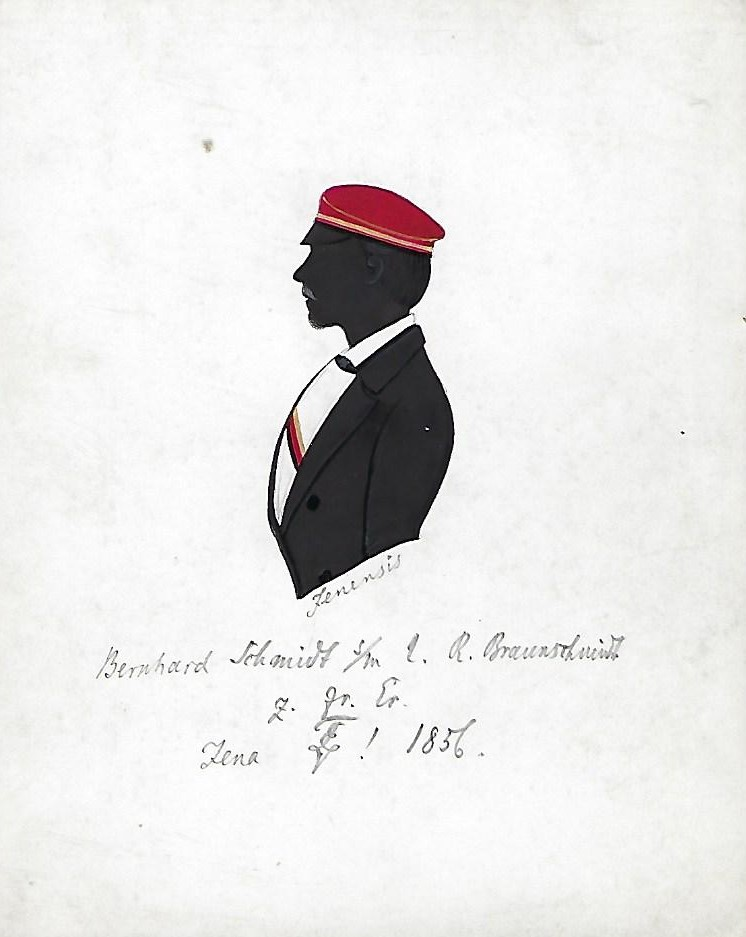
Bernhard Schmidt

Die Liste bekannter Mitglieder der Burschenschaft Arminia auf dem Burgkeller verzeichnet die bekannten Mitglieder der Burschenschaft Arminia auf dem Burgkeller in Jena.

## Liste

### Historiker und Philologen
- Otto Abel (1824–1854), Historiker
- Carl Aldenhoven (1842–1907), Kunsthistoriker und Museumsdirektor in Gotha und Köln (Wallraf-Richartz-Museum)
- Jakob Amiet (1817–1883), Schweizer Historiker
- Hermann Baumgarten (1825–1893), Geschichtsprofessor in Straßburg
- Richard Foerster (1843–1922), Rektor der Universitäten zu Kiel und Breslau
- Heinrich Gelzer (1883–1945), Schweizer Romanist
- Harry Gerber (1888–1959), Archivar und Historiker
- Colmar Grünhagen (1828–1911), Archivar und schlesischer Landeshistoriker
- Peter Kaupp (* 1936), Historiker
- Friedrich Klopfleisch (1831–1898), Archäologe, Prähistoriker und Kunsthistoriker
- Hermann Kluge (1832–1914), Lehrer, Bibliothekar und Literaturhistoriker
- August Lübben (1818–1884), Germanist, Bibliothekar und Gymnasiallehrer
- Traugott Märcker (1811–1874), Historiker und Archivar
- Ernst Martin (1841–1910), Germanist und Romanist
- Wilhelm Rein (1847–1929), Pädagoge
- Hermann Riemann (1822–1889), Gymnasiallehrer und Schulleiter, Lokalhistoriker und Ehrendoktor der Universität Greifswald
- Julius Paul Römer (1848–1926), Botaniker und Lehrer
- Bernhard Schmidt (1837–1917), Klassischer Philologe
- Hermann Steuding (1850–1917), Altphilologe, Gymnasialdirektor
- Karl Strackerjan (1819–1889), Schulleiter
- Ferdinand Tönnies (1855–1936), Begründer der Soziologie in Deutschland
- Hans Tümmler (1906–1997), Historiker, Germanist, Gymnasialleiter
- Carl Volckhausen (1822–1899), Lehrer und Journalist
- Kurt Wachsmuth (1837–1905), Philologe

### Juristen
- Hermann Amelung (1829–1899), Manager
- Johann Broye (1828–1899), Präsident des Schweizerischen Bundesgerichts
- Karl von Brüger (1822–1905), Präsident des gemeinschaftlichen Oberlandesgerichts der Thüringischen Staaten, Ehrenbürger von Jena
- Otto Dresel (1824–1881), deutscher Revolutionär, US-amerikanischer Jurist, Journalist und Politiker, Mitglied des Repräsentantenhauses des Bundesstaates Ohio
- Leberecht Dreves (1816–1870), Notar, Lyriker, Dramatiker, Historiker und Übersetzer
- Wilhelm Girtanner (1823–1861), Rechtswissenschaftler (Römisches Recht)
- Karl Jeß (1843–1925), Senatspräsident beim Reichsgericht
- Franz Lieber (1800–1872), Publizist und Rechts- und Staatsphilosoph, Begründer der Politikwissenschaft und Soziologie in den Vereinigten Staaten
- Friedrich Maassen (1823–1900), Rechtswissenschaftler und Publizist
- Johannes Peters (1841–1909), MdHH
- Otto von Pfister-Schwaighusen (1868–1952), Landgerichtsdirektor, Dichterjurist
- Hermann von Schulze-Gävernitz (1824–1888), Staatsrechtler in Breslau und Heidelberg
- Lorenz von Stein (1815–1890), Staatsrechtslehrer und Nationalökonom

### Kommunal- und Staatsbeamte
- Georg Bender (1848–1924), Kommunalpolitiker, langjähriger Oberbürgermeister von Breslau
- Ludwig von Doetinchem de Rande (1826–1899), Landrat, Geh. Regierungsrat
- Ernst Ehrlicher (1872–1951), Oberbürgermeister von Hildesheim
- Felix Eichler (1883–1955), Landrat, kommissarischer Regierungspräsident für den Regierungsbezirk Frankfurt
- Anton Fest (1908–1998), Oberregierungsrat, SS-Obersturmbannführer, Befehlshaber der Sicherheitspolizei und des SD in Kroatien
- Helmut Janßen (1910–1992), Verwaltungsjurist, Oberkreisdirektor des Landkreises Rotenburg (Wümme)
- Werner Laskowski (1908–1973), Landrat im Landkreis Friedeberg Nm., Direktor des Statistischen Landesamtes Schleswig-Holstein
- Ehrhard Johann Martin Nimz (1905–1984), Bürgermeister von Bitterfeld
- Hans Ludwig Moraht (1879–1945), Diplomat, deutscher Gesandter in Estland, Litauen und Uruguay, Sondergesandter auf dem Balkan
- Otto Perlet (1855–1918), Jurist, Landrat
- Johannes Rasch (1880–1958), Landrat in Saalfeld
- Karl Schmidt (1898–1969), Regierungspräsident von Allenstein
- Ernst von Strenge (1872–1943), Bezirksamtmann im Bezirk Coburg
- Erich Unverfähr (1885–1946), Bürgermeister von Coburg
- Karl Friedrich Richard Wagner (1848–1915), Bürgermeister und Ehrenbürger von Plauen, Präsident des Verbandes Deutscher Touristenvereine

### Mediziner und Naturwissenschaftler
- Karl Andree (1808–1875), Geograph, Publizist und Diplomat, Konsul der Republik Chile
- Alfred Behre (1876–1966), Chemiker
- Hans Berger (1873–1941), Psychiater und Neurologe, entwickelte das Elektroenzephalogramm (EEG)
- Franz Anton Bicking (1809–1873), Mediziner und Schriftsteller
- Johannes Brüggen, in Chile auch Juan Brüggen Messtorff (1887–1953), deutscher Geologe und chilenischer Hochschullehrer
- Ottomar Domrich (1819–1907), Mediziner
- Wolfgang Dürwald (1924–2014), Arzt, Gerichtsmediziner und Hochschullehrer
- Fritz Haasler (1863–1948), Chirurg und Hochschullehrer
- Hermann von Heinemann (1812–1871), Entomologe
- Hans Paul Kaufmann (1889–1971), pharmazeutischer Chemiker
- Kurt Kochsiek (1930–2013), Internist
- Christian Eduard Langethal (1806–1878), Pflanzenbauwissenschaftler, Botaniker und Agrarhistoriker
- August Martin (1847–1933), Gynäkologe und Geburtshelfer
- Heinz Oettel (1903–1980), Pharmakologe und Hochschullehrer
- Ludwig Pfeiffer (1842–1921), Arzt, Protozoologe, Kunsthistoriker und Archäologe
- Karl Regensburger (1903–1970), Chirurg
- Dieter Schmidt (* 1939), Ophthalmologe und Hochschullehrer
- Karl August Schuchardt (1856–1901), Chirurg und Gynäkologe
- Ludwig Sievers (1887–1968), ärztlicher Standespolitiker
- Carl Stölzel (1826–1896), Chemiker und Metallurg
- Oswald Thomas (1882–1963), Astronom und Universitätsprofessor. Der Asteroid (29427) Oswaldthomas ist zu seinen Ehren benannt, ebenso der Oswald-Thomas-Platz in Wien, auf dem heute das Wiener Planetarium steht
- Erich Werdermann (1892–1959), Botaniker, Kakteenspezialist
- Carl Wilhelm von Zehender (1819–1916), Ophthalmologe
- Hans-Klaus Zinser (1912–1997), Gynäkologe, Pionier der Zytodiagnostik

### Politiker
- Karl-Heinrich Barthel (1905–1975), Mediziner und Politiker (NSDAP, NDPD), Abgeordneter der Volkskammer
- Gottlieb Begle (1818–1891), Schweizer Politiker, Landrat, Regierungsrat, Verfassungsrat
- Carl Beck (1822–1884), Pfarrer, Abgeordneter im Landtag (Waldeck-Pyrmont)
- Alfred Belian (1873–1946), Politiker
- Gustav Berlet (1817–1908), Jurist und Politiker, Präsident der beiden Landtage des Herzogtums Gotha und der Herzogtümer Coburg und Gotha
- Andrea Bezzola (1840–1897), Schweizer Jurist und Politiker, Bundesrichter und Nationalratspräsident der Schweiz
- Walther Brecht (1841–1909), Jurist, Politiker (NLP) und Direktor der Lübeck-Büchener Eisenbahngesellschaft
- Emil Theodor Brüger (1827–1900), Bürgermeister von Neustadt an der Orla, Weimarer Landtagsabgeordneter, Geheimer Staatsrat
- Hugo Böttger (1863–1944), Publizist, Burschenschaftsfunktionär, MdR
- Johann Werner Detering (1808–1876), Jurist und Politiker, Abgeordneter des Vorparlaments, Landtagsabgeordneter in Hannover, Bürgermeister Osnabrück
- Heinrich Emil Deyßing (1818–1901), Coburger Landtagsabgeordneter
- Arthur Dölitzsch (1819–1900), Abgeordneter im Sachsen-Altenburger Landtag und im Altenburger Revolutionslandtag
- Franz Dula (1814–1892), Schweizer Lehrer und Politiker
- Ernst Finkenstaedt (1861–1935), Abgeordneter im Provinziallandtag von Hannover
- Friedrich Forkel (1822–1890), Ehrenbürger von Coburg, MdR
- Hugo Friedrich Fries (1818–1889), Jurist und Politiker, MdR
- Friedrich Karl Heinrich Otto Gebhardt (1827–1888), Staatsrat in Gotha, Landtagsabgeordneter im Herzogtum Coburg-Gotha
- Wilhelm Genast (1822–1887), Dichter, Jurist, MdR
- Gustav Adolf Glaßer (1819–1877), Jurist und Politiker, Abgeordneter im Landtag von Sachsen-Weimar-Eisenach
- August von Gonzenbach (1808–1887), Schweizer Politiker und Historiker
- Carl Bernhard Friedrich Graepel (1818–1890), Jurist, MdR
- Hans-Henning Grünwald (1939–2020), Verwaltungsbeamter, Mitglied des Rheinland-Pfälzischen Landtages (Austritt nach 2007)
- Wilhelm Güssefeld (1886–1974), Mitglied der Hamburgischen Bürgerschaft
- Leonz Gurdi (1814–1891), Stadtpräsident von Luzern, Luzerner Nationalrat
- Christoph Gusbeth (1842–1913), Abgeordneter im Ungarischen Reichstag
- Felix Hallensleben (1860–1926), Vizepräsident des Schwarzburg-Sondershäuser Landtags
- Otto Heinrich Hase (1818–1884), Bürgermeister von Schmölln und Abgeordneter im Altenburger Landtag
- Ludwig Häusser (1818–1867), Historiker und liberaler Politiker
- Ernst Harmening (1854–1913), Jurist, Schriftsteller, MdR
- Wilhelm Friedrich von Heim (1835–1912), Staatsminister des Herzogtums Sachsen-Meiningen
- Hermann Hering (1821–1887), Jurist und Politiker, Mitglied des Konstituierenden Reichstags des Norddeutschen Bundes
- Rudolf Hertel (1826–1885), Bürgermeister und Oberbürgermeister von Salzungen (1861–1885), Abgeordneter im Sachsen-Meiningischen Landtag
- Friedrich Carl Hönniger (1812–1874), Mitglied der Frankfurter Nationalversammlung
- Hermann Höpker-Aschoff (1883–1954), Politiker (DDP, FDP), erster Präsident des Bundesverfassungsgerichts
- August Hullmann (1826–1887), Reichsgerichtsrat, MdR
- Johannes Hunnius (1852–1943), Sachsen-Weimar-Eisenacher Finanzminister
- Emil Hölck (1835–1916), Landwirt und Mitglied des Provinziallandtages von Schleswig-Holstein
- Hans Hold (1826–1910), Schweizer Politiker (FDP-Liberale) und Militär
- Wilhelm Kästner (1888–1974), Jurist und Politiker
- Otto König (1821–1893), Geheimer Kammerrat, Kammerpräsident der Fürstlich Schaumburg-Lippischen Hofkammer, Abgeordneter des Schaumburg-Lippischen Landtags
- Hinrich Gerhard Kückens (1853–1944), oldenburgischer Amtshauptmann, Abgeordneter im Oldenburgischen Landtag
- Felix Kühner (1890–1968), Zeitungsverleger, Kommunalpolitiker (DDP)
- Adolf Lafaurie (1816–1875), Mitglied der Schleswig-Holsteinischen Landesversammlung, Sozialist, Mediziner
- Moritz Laurentius (1821–1891), Oberbürgermeister und Polizeidirektor von Altenburg, Landtagsabgeordneter (Herzogtum Sachsen-Altenburg), Ständiger Stellvertretender Chef des Herzoglichen Ministeriums
- Georg Langerfeldt (1846–1903), Jurist, MdR
- Friedrich Theodor Müller (1821–1880), Anwalt, Mitglied der Hamburgischen Bürgerschaft
- Johannes Müller (1880–1964), Politiker, Oberbürgermeister von Marburg
- Leopold Oberländer (1811–1868), Jurist, Bürgermeister von Coburg, Landtagsabgeordneter (Sachsen Coburg)
- Rudolf Ortlepp (1909–1942), Studentenfunktionär, Gaustudentenführer von Thüringen
- Alfred Dominicus Pauli (1827–1915), Senator und Bürgermeister der Stadt Bremen
- Friedrich Rieck (1809–1878), Philologe und Parlamentarier
- Otto Rohland (1828–1899), Rittergutsbesitzer und Politiker (DFP), MdR
- Karl Rothe (1848–1921), Staatsminister von Sachsen-Weimar-Eisenach und damit Bevollmächtigter beim Bundesrat, Ehrenbürger von Jena
- Eduard Rückert (1822–1880), Jurist, MdR
- Hans Woldemar Schack (1878–1946), Botaniker, Jurist und Politiker
- Jakob Scherz (1818–1889), Schweizer Politiker; Berner Grossrat, Nationalrat, Regierungsrat, Verwaltungsrat und Verfassungsrat
- Walter Schütz (1884–1945), Politiker (DVP, DNVP)
- Josef Schuster (1849–1914), Lehrer, MdR
- Ludwig Karl Eduard Schneider (1809–1889), Politiker und Botaniker
- Gustav Adolf Seberini (1816–1890), ungarischer Reichstagsabgeordneter und Mitglied des Magnatenhauses
- Hermann Seifert (1841–1909), Schweizer Politiker
- Ludwig Strackerjan (1825–1881), Schriftsteller, Jurist und Politiker, Abgeordneter und Präsident des Oldenburgischen Landtags
- Feodor Streit (1820–1904), demokratischer Politiker und Publizist
- Karl Friedrich von Strenge (1843–1907), Rechtsgelehrter und Staatsminister
- Christoph Strössenreuther (1829–1908), Präsident des Landgerichts Fürth, Mitglied der Bayerischen Abgeordnetenkammer (Vereinigte Liberale)
- Theodor Tannen (1827–1893), Landwirt und Politiker, MdHdA
- Ludwig Thomas (1810–1891), Abgeordneter und Alterspräsident im Landtag von Schwarzburg-Sondershausen
- August Topf (1826–1885), Pfarrer und Abgeordneter des Landtags von Sachsen-Meiningen
- Eduard Trieps (1811–1884), Jurist und von 1874 bis 1881 braunschweigischer Staatsminister
- Wilhelm Adolph von Trützschler (1818–1849), Politiker
- Wilhelm Varenhorst (1865–1944), Jurist, MdR
- Hermann Vollert (1821–1894), Weimarischer Finanzminister
- Wilhelm Wehrenpfennig (1829–1900), MdR, MdHdA
- Hermann Weingarten (1834–1892), protestantischer Theologe
- Wilhelm Weißenborn (1803–1878), Altphilologe und Gymnasiallehrer
- Julius Martin Weißich (1824–1898), MdR
- Emil Welti (1825–1899), sechsmaliger Schweizer Bundespräsident
- Samuel Wildi (1825–1905), Schweizer Richter und Politiker, Nationalrat im Kanton Aargau
- Gottlieb Jonathan Winter (1810–1886), Oberamtmann und Abgeordneter der Badischen Ständeversammlung
- Konrad Wippermann (1858–1935), Landespolitiker in Schaumburg-Lippe
- Oskar von Wydenbrugk (1815–1876), Märzminister in Sachsen-Weimar-Eisenach und Mitglied der Frankfurter Nationalversammlung

### Schriftsteller
- Emil Anhalt (1816–1896), Schriftsteller
- Friedrich Christian Avé-Lallemant (1809–1892), Kriminalist und Schriftsteller
- Rudolf Flex (1855–1918), Lehrer und Schriftsteller
- Hermann Friedrich Friedrich (1828–1890), Schriftsteller und Journalist
- Jakob Daniel Hoffmann (1808–1885), Schriftsteller
- Armin Gimmerthal (1858–1941), Schriftsteller
- Georg Günther (1845–1923), Lehrer und Schriftsteller
- Hermann Günther (1811–1886), Pädagoge und Schulleiter
- Adolf Hausrath (1837–1909), Theologe und Schriftsteller
- Friedrich Hofmann (1813–1888), Schriftsteller
- Robert Keil (1826–1894), Jurist und Schriftsteller
- Ludwig Köhler (1819–1864), Schriftsteller
- Friedrich Konrad Müller (1823–1881), Dichter (vermutlich Ehrenmitglied)
- Fritz Rödiger (1824–1909), Publizist
- August Sturm (1852–1923), Dichterjurist

### Theologen
- Friedrich Avé-Lallemant (1807–1876), evangelisch-lutherischer Geistlicher und Bibliothekar
- Johannes Hesekiel (1835–1918), evangelischer Theologe, Generalsuperintendent in Posen
- Heinrich Mau (1842–1916), Theologe
- Heinrich Maurer (1834–1918), evangelischer Generalsuperintendent
- Ludwig Paul (1826–1902), Lehrer, Pfarrer und Schriftsteller
- Johann Jacob Rietmann (1815–1867), Schweizer Theologe und Schriftsteller
- Otto Sartorius (1864–1947), Pastor und Genealoge
- Ernst Teichmüller (1824–1908), Generalsuperintendent in Dessau und Hofprediger in Anhalt
- Johann Christian Karl Trebitz (1818–1884), Pastor
- Adolf Wuttig (1844–1929), evangelischer Pfarrer
- Karl Zittel (1802–1871), Theologe

## Ehrenmitglieder
- Abraham Esau (1884–1955), Physiker
- Emil Högg (1867–1954), Architekt, Kunstgewerbler und Hochschullehrer
- Peter Röhlinger (* 1939), Veterinär, MdB und Jenaer Oberbürgermeister (1990–2006)
- Hermann Rollett (1819–1904), österreichischer Dichter, Kunstschriftsteller und Heimatforscher
- Ernst Schmutzer (1930–2022), Physiker